# Монстър Енерджи
Монстър Енерджи е марка за енергийни напитки.

## История
През 1935 г. Хуберт Хансен основава компанията Хансен с тримата си синове. Основната дейност на компанията е продажбата на пастьоризирани сокове на филмови студия. През 70-те години внукът на Хюберт започва да произвежда газирани напитки под марката Hansen. През 1988 г. компанията е придобита от CoPackers Corporation и е преименувана на Hansen Natural Company.
През 2002 г. Hansen Natural представя енергийната напитка Монстър Енерджи. Основният дистрибутор на напитката до 2008 г. е щатската пивоварна компания Anheuser-Busch.
През 2008 г. The Coca-Cola Company се превръща в ключов дистрибутор на енергийната напитка в Западна Европа, Канада и няколко щати на САЩ.
От 2012 г. компанията се нарича Монстър Бевъридж Корпорейшън.
През 2014 г. Монстър Енерджи се нарежда на второ място в света по продажби сред енергийните напитки – 1,04 млрд. литра или 15,6%.
През юни 2015 г. компанията Coca-Cola придобива 17% дял от Монстър.

## Лого
Логото е проектирано от базираната в Калифорния брандингова агенция McLean Design и се отличава с яркозелено М на черен фон, който изглежда е надраскан от ноктите на чудовище. Цветът на буквата и фона може да варира в зависимост от вкуса.

## Маркетингова политика
Монстър Енерджи не пуска директни реклами, тъй като маркетинговият подход на компанията се фокусира върху спонсорирането на спортни и музикални събития, както и на спортисти и отбори от различни спортове (включително автомобилен спорт, мотоспорт, сноуборд, ски свободен стил, скейтборд и сърф), както и бойни изкуства, електронни спортове, футбол и др. През 2006 г. Hansen Natural Corporation обявява споразумение за дистрибуция с Anheuser-Busch в САЩ и Grupo Jumex в Мексико.

### Спонсорство

#### Автомобилни спортове
Монстър Енерджи подкрепя големи екшън спортни събития като X Games, Masters of Dirt, DARKfest, Audi Nines и спортисти – Найджа Хьюстон Скот Кранмера и други.  

#### Моторни спортове
През 2010 г. Монстър Енерджи спонсорира екипа на Mercedes-AMG Petronas Motorsport (Формула 1), включително членовете на отбора Валтери Ботас и Луис Хамилтън.

#### Бойни изкуства
Монстър Енерджи спонсорира UFC и също е партньор на Bellator, KSW. Glory.
През януари 2018 г. Монстър Енерджи и UFC подновяват своето глобално партньорство, при което Монстър Енерджи е официалната енергийна напитка и показва логото си върху комплектите на спортисти като Конър Макгрегър, Тайрън Удли и др.
През октомври 2018 г. Монстър Енерджи подновява договора си за спонсорство с Конър Макгрегър.

#### Музика
Марката си сътрудничи с Fetty Wap, Иги Азалия, 21 Savage, Asking Alexandria, Anthrax, The Word Alive, Machine Gun Kelly, Suicidal Tendences, Maximum the Hormone, Корн, Five Finger Death Punch, Папа Роуч.

## Обвинения
През 2014 г. Кристин Уейк публикува видео в YouTube, в което твърди, че Монстър Енерджи е свързано със сатанизма. Кристин посочва логото, в което според нея е кодирано числото „666“, както и шрифта, с който е изписано името на напитката, в който намира и сатанински символи.